# Nova (hackersgroep)
Nova is een internationaal opererende hackersgroep die is opgericht eind maart 2025. De groep richt zich op computercriminaliteit en heeft 34 bedrijven en organisaties gehackt.

## Beschrijving
Nova is een relatief nieuwe bende die sinds maart 2025 actief is. De hackersgroep richt zich op het afpersen van grotere bedrijven en organisaties door het via ransomware platleggen van de digitale infrastructuur en het stelen van computergegevens.
De hackersgroep werkt, net als veel andere ransomwaregroepen, met handlangers die namens de groep cyberaanvallen uitvoeren om zo een deel van het losgeld te verkrijgen. Deze betalingen vinden gewoonlijk plaats in bitcoins.
Bedrijven in onder meer Frankrijk, Duitsland, Portugal en de Verenigde Staten zijn gehackt en er werd vervolgens om losgeld geëist. Ook de gemeente Pisa in Italië werd getroffen door Nova. Zij wezen het betalen van twee miljoen dollar aan losgeld van de hand. Nova publiceerde daarna 100 gigabyte (GB) aan gegevens online.
Waar de criminele cybergroep vandaan komt is nog onduidelijk. Ook handlangers kunnen wereldwijd opereren, zoals vanuit Zuid-Korea, Rusland en Moldavië.

### Clinical Diagnostics
Zo was de hackersgroep in juli 2025 verantwoordelijk voor het stelen van 300 gigabyte aan gegevens bij het laboratorium Clinical Diagnostics uit Rijswijk, een dochterbedrijf van het Franse Eurofins. Het nieuws over de hack werd pas in augustus 2025 bekendgemaakt. De gestolen gegevens zijn afkomstig uit 2022 tot 2025 en kunnen door andere criminelen worden gebruikt om mensen persoonlijk af te persen. De Autoriteit Persoonsgegevens startte een onderzoek naar de aard en omvang van de digitale hack.
Nova publiceerde een gedeelte van de medische uitslagen en privégegevens van ruim 485.000 mensen uit een bevolkingsonderzoek op het dark web. Nadat Clinical Diagnostics het losgeld betaalde eiste Nova opnieuw om een bedrag van 1,1 miljoen euro. Volgens de hackers hield het laboratorium zich niet aan de afspraken door de politie bij de zaak te betrekken.